# Абрикосовы
Абрикосовы
Абрикосовы — семья русских купцов, общественных деятелей, благотворителей. Владельцы кондитерского концерна «Фабрично-торговое товарищество А. И. Абрикосова сыновей».

## Семья
- Родоначальник — Степан Николаевич (1737 — ок. 1812), из крепостных крестьян села Троицкого Чембарского уезда. Фамилию свою они получили в 1814 году (согласно семейному преданию, от прозвища Степана Николаевича за умение делать сладости из абрикосов; по другой версии — изменённое Оброкосов, ходивший по оброку).
  - Его сыновья — Иван Степанович (1790/92—1848) и Василий Степанович (1791—1848) — московские купцы, в 1841 году разорились, в 1842 году их имущество было продано за долги.
    - Алексей Иванович — фабрикант, возобновил семейное дело — основал во 2-й половине XIX века «Фабрично-торговое товарищество А. И. Абрикосова и сыновей» (ныне концерн «Бабаевский»), а также владевший кондитерскими и чайными магазинами в Москве, Поставщик Двора Его Императорского Величества, председатель совета Учётного банка, действительный статский советник
 ∞ Агриппина Александровна (1832—1901), дочь табачного фабриканта А. Б. Мусатова. Мать 22-х детей, она в 1889 году учредила и содержала родильный приют на 6 мест, а после смерти на завещанные ею средства в Москве построен родильный дом на 51 койку (ныне — Родильный дом № 6 имени А. А. Абрикосовой). Из детей Абрикосовых выжило семнадцать человек, все они получили высшее образование. В 1873 году сыновья Абрикосовых выкупили у отца кондитерскую фабрику и для владения ей в 1874 году учредили торговый дом, с 1880 — товарищество сыновей А. И. Абрикосова.
      - Николай Алексеевич (1850—1936) — гласный Московской городской думы (1877—1880)[1].
        - Сергей Николаевич (1873—1940-е) — директор кондитерской фабрики товарищества «А. И. Абрикосова сыновья».
        - Хрисанф Николаевич (1877—1957) — единомышленник и корреспондент Л. Н. Толстого;
 ∞ Наталья Леонидовна (урожд. княжна Оболенская; 1881—1955).
          - Илья Хрисанфович (1915—1999) — заслуженный геолог РСФСР, первооткрыватель Ольховского нефтяного месторождения.
            - Андрей Ильич (род. 1947) — кандидат технических наук; совместно с Дмитрием Петровичем, Петром Борисовичем и Ильёй Хрисанфовичем участвовал в воссоздании семейной фирмы.

      - Иван Алексеевич (1853—1882);
 ∞ Анна Дмитриевна (урожд. Арбузова; 1855—1882)
        - Алексей Иванович (1875—1955) — советский медик-патологоанатом, академик АН СССР и АМН СССР, Герой Социалистического Труда.
          - Алексей Алексеевич (1928—2017) — советский, российский и американский физик, академик РАН, лауреат Нобелевской премии по физике.

        - Дмитрий Иванович (1876—1951) — русский дипломат.
        - Борис Иванович (1877—1942) — юрист, присяжный поверенный;
 ∞ Маргарита Алексеевна (см. ниже).
          - Пётр Борисович (1920—1998) — адвокат.
            - Дмитрий Петрович (род. 1964) — генеральный директор возрождённого «Товарищества А. И. Абрикосова Сыновей».

        - Анна Ивановна (мать Екатерина; 1882—1936) — деятельница Римско-католической церкви; муж — Владимир Владимирович (см. ниже).

      - Алексей Алексеевич (1856—1931) — издатель журнала «По вопросам философии и психологии»;
 ∞ Надежда Николаевна Хлудова (1862—1936), во втором браке — за политиком К. Крамаржем; после 1917 года активно поддерживала русских эмигрантов в Праге.
        - Маргарита Алексеевна (1883—1928), замужем за кузеном, присяжным поверенным, Борисом Ивановичем.
        - Лев Алексеевич (1885 — не ранее 1941).
          - Андрей Львович (1906—1973), Народный артист СССР, актёр и директор театра им. Е. Б. Вахтангова (1953—1959), Лауреат государственной премии СССР.
            - Григорий Андреевич (1932—1993) — актёр театра и кино, Народный артист РСФСР.

      - Владимир Алексеевич (1858—1922) — директор Московского отделения Русского музыкального общества; гласный Московской городской думы.
        - Владимир Владимирович (1880—1966) — русский католический священник.

      - Георгий Алексеевич (1861 — ?) — в 1909—1916 годах гласный Московской городской думы.
        - Георгий Георгиевич (1901—1967) — советский зоолог.

## Деятельность и владения
Братья Абрикосовы были попечителями шести московских городских училищ, детской больницы имени В. Е. Морозова, благотворительных комитетов и обществ.
Семейное захоронение Абрикосовых — на Даниловском кладбище. Усадьба — на Остоженке, см. Особняк Абрикосовых. Также владели палатами Сверчкова.